# Kompania (pożarnictwo)
Kompania – pododdział w sile od 8 do 16 zastępów oraz dowódca.